# Arndt Bottermann
Arndt Bottermann († 4. Oktober 1647 in Witten) war ein Bauer und ein Opfer der Hexenverfolgung.

## Leben und Tod

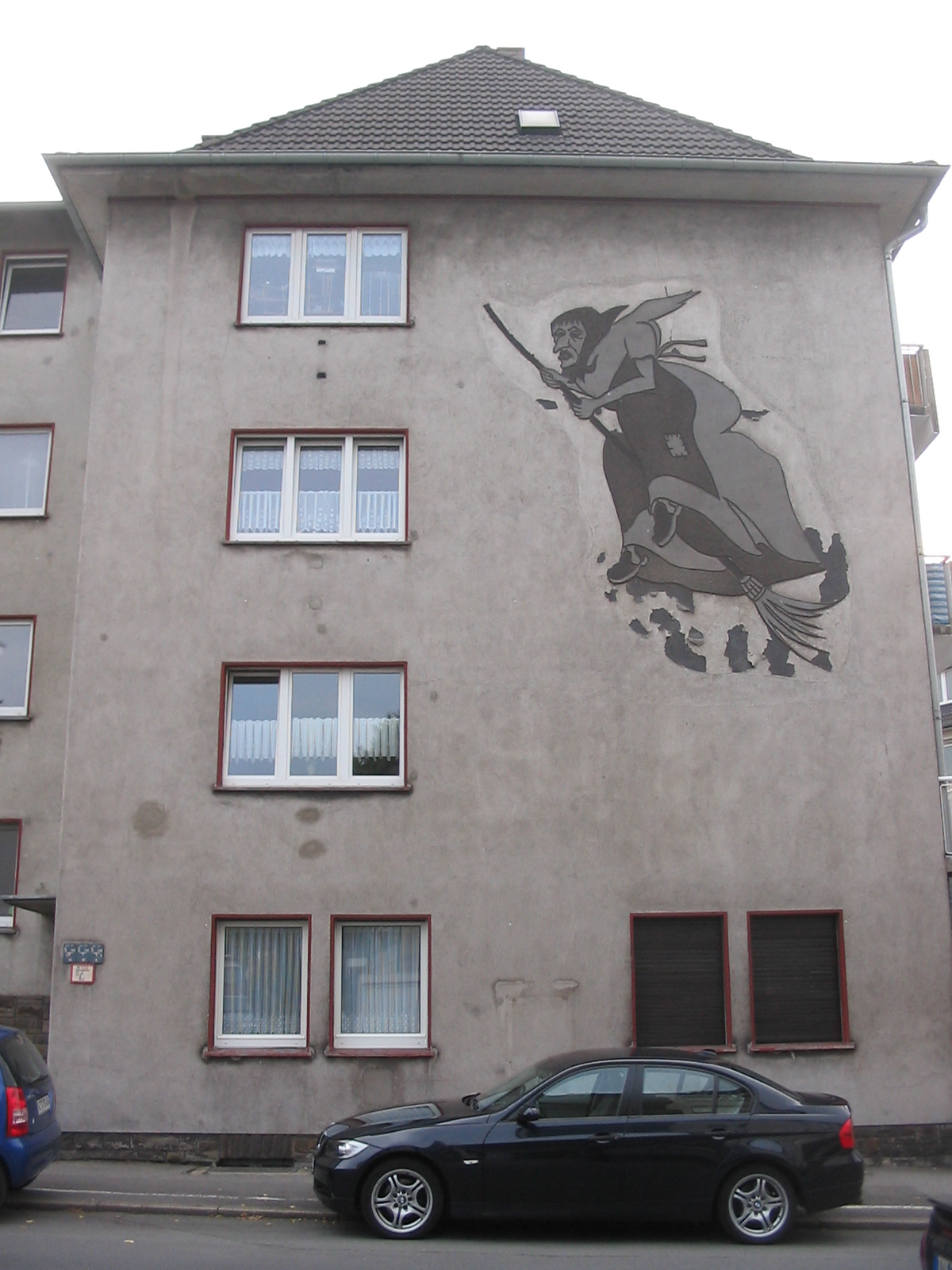
Wandmalerei einer Hexe aus den 1950er Jahren gegenüber der Bottermannstraße in Witten

Der Fall des Arndt Bottermann aus Witten (evangelisch seit 1582) ist einer der wenigen Hexenprozesse, die in der Grafschaft Mark stattfanden. Vollbauer Arndt Bottermann, prominentes Mitglied der Dorfgemeinde, geriet 1647 durch üble Nachrede in die Fänge der Hexenjustiz. Dem Angeklagten wurde vorgeworfen, zwei Pferde durch Schadenszauber umgebracht zu haben.
Um sich vor den Nachbarn von Zaubereigerüchten zu reinigen, stellte Bottermann am 30. September 1647 zum wiederholten Mal den Antrag, zur Wasserprobe zugelassen zu werden. Schließlich willigte Richter Hermann Übelgünn ein. Doch eine dreimalige Wasserprobe am 3. Oktober verlief für ihn ungünstig. Die Überlieferung im Falle des Arndt Bottermann legt die Verhängung und Vollstreckung eines Todesurteils nahe, ist jedoch nicht schriftlich überliefert.
Im Jahr 1900 erschien eine Novelle, die sich mit dem Fall Bottermann beschäftigte und die dazu beitrug, dass dessen Name auch im 20. und 21. Jahrhundert zumindest in Witten noch geläufig ist.
Die historischen Vernehmungsprotokolle zum Fall Bottermann befinden sich im Archiv des Vereins für Orts- und Heimatkunde in der Grafschaft Mark in Witten.

## Bekannte Nachfahren
- Karl-Ernst Wohlfarth-Bottermann, deutscher Zellbiologe
- Jonas Wohlfarth-Bottermann, deutscher Basketballspieler

## Gedenken
An Bottermann und weitere Opfer der Hexenverfolgung erinnert in Witten seit den 1950er Jahren eine Hexendarstellung. Allerdings gibt es keine Gedenktafel.
Die Stadt Witten beschloss am 15. September 2014, die Opfer der Wittener Hexenverfolgungen moralisch-sozialethisch zu rehabilitieren.